# Scaliola caledonica
Scaliola caledonica is een slakkensoort uit de familie van de Scaliolidae. De wetenschappelijke naam van de soort is voor het eerst geldig gepubliceerd in 1870 door Crosse.